# Burg Wallenstein
Burg Wallenstein ist die Ruine einer Höhenburg im Naturschutzgebiet Wallenstein bei dem Ortsteil Wallen  der Stadt Meschede im Hochsauerlandkreis, Nordrhein-Westfalen. Sie war eine nur recht kurz genutzte Höhenburg auf dem Gipfel des 469 Meter hohen Wallensteins; zunächst im Besitz der Grafen von Arnsberg und später der Erzbischöfe von Köln. 

## Geschichte
Die genaue Bauzeit ist unbekannt. Sie lag vermutlich in der ersten Hälfte des 14. Jahrhunderts. Die Burg war ursprünglich eine Landesburg der Grafen, die dem Schutz der gräflichen Besitzungen im Tal der Wenne diente. Zeitweise diente sie auch als Sommersitz der Grafen. Die Anlage fiel mit dem Übergang der Grafschaft Arnsberg an das Erzbistum Köln 1368 ebenfalls an Kurköln. Ein Jahr später sind als Burgleute die Brüder Hake erwähnt. Sie erwarben als Folge eines Darlehens an das Erzstift später auch die Burg Hachen. Im Jahr 1414 wurde die Burg Wallenstein in einer Fehde zwischen dem Erzbistum Köln und den Grafen von Nassau zerstört. Bernd Hake erhielt 1452 die Erlaubnis, die Burg wieder aufzubauen. Ob es noch dazu kam, ist ungewiss. Bereits 1484 war die Burg jedenfalls unbewohnt.

## Anlage
Hauptbestandteil der Anlage war ein viereckiger Bau, der als Wohnturm gedeutet wird. Dieser befand sich unmittelbar an einer Felsklippe. Erhalten sind zwei etwa 8,50 Meter lange und bis zu 1,80 Meter hohe Mauerreste. Da die Mauerstärke nur um 1,20 Meter betrug, wird vermutet, dass die oberen Geschosse aus Holz oder Fachwerk bestanden. Im Osten der Anlage befindet sich ein tiefer gelegenes Plateau, das möglicherweise den Ort der Vorburg darstellt. Dort finden sich einige Mauerreste und Hinweise auf einen vier Meter tiefen und acht Meter breiten Halsgraben. Die Anlage ist heute teilweise gesichert und frei zugänglich.

## Sage zum Wallenstein
Es gibt eine Sage Das Ende des letzten Raubritters vom Wallenstein.